# Annemarie Hübner
Cäcilie Margarete Annemarie Hübner (* 25. Dezember 1908 in Genthin; † 7. Januar 1996 in Hamburg) war eine deutsche Germanistin und Niederlandistin.

## Leben
Annemarie Hübner war die Tochter von Hermann Carl August Hübner. Ihr Vater lehrte als Direktor an einem Reformgymnasium in Elmshorn, wo Annemarie Hübner die ersten Lebensjahre verbrachte. Nach dem Abitur 1928 in Elmshorn studierte sie Germanistik, Anglistik, Philosophie und Psychologie an der Universität Hamburg. Sie legte dabei früh einen Schwerpunkt auf die niederdeutsche Philologie, die von Conrad Borchling und Agathe Lasch gelehrt wurde. Zu Studienzeiten arbeitete Hübner bei den Wörterbucharchiven des Germanischen Seminars. Ihre Dissertation von 1938, die Hans Teske annahm, befasste sich mit „Studien zur Sprachform des frühen Hamburger Hochdeutsch“. Die Arbeit, die methodisch Agathe Laschs Studien zur Sprachgeschichte Berlins anknüpfte, wurde aufgrund des Ausbruchs des Zweiten Weltkriegs nie gedruckt. Hübner verlor bis zu Beginn des Zweiten Weltkriegs nicht den Kontakt zu der von ihr verehrten Agathe Lasch, die unmittelbar nach der Machtergreifung die Hamburger Universität verlassen musste.
Ab 1940 arbeitete Hübner, anfangs unbesoldet, als wissenschaftliche Hilfsarbeiterin am Mittelniederdeutschen Wörterbucharchiv. Zudem lehrte sie in den folgenden Jahren am Germanischen Seminar. Ihre Übungen beschäftigten sich mit der gotischen, altsächsischen, mittelhochdeutschen, frühneuhochdeutschen und mittelniederländischen Sprache. Von 1943 bis 1948 arbeitete sie vertretungsweise als Assistentin des Seminars. Nach Ende des Zweiten Weltkriegs trat sie, wie andere Wissenschaftlerinnen, von ihrer Stelle zurück, damit diese von aus dem Krieg zurückgekehrten Kollegen besetzt werden konnten.
Hübner lehrte nun Niederländisch und beteiligte sich ab 1951 an der Herausgabe des Mittelniederdeutschen Handwörterbuchs unter Leitung von Gerhard Cordes. 1956 bekam Hübner eine Festanstellung als Lektorin für Niederländische Sprache und Afrikaans und lehrte bis zur Pensionierung 1976 an der Hamburger Universität. Auch im Ruhestand nahm sie bis in die letzten Lebensjahre oftmals unbezahlte Lehraufträge war. An der Hamburger Universität richtete sie während ihrer Dienstzeit ein ständiges mittelniederländisches Proseminar ein und thematisierte in ihren Kursen auch Fragestellungen der Kunst- und Literaturgeschichte. Von 1958 bis 1972 war Hübner Vorstandsmitglied der Deutsch-Niederländischen Gesellschaft in Hamburg, die Schülern zu Sprachreisen und Studienaufenthalte in den Niederlanden verhalf.
1959 erstellte Hübner im Auftrag des Lübecker Landgerichts ein vergleichendes Gutachten zur Echtheit der Quellen der deutschsprachigen Übersetzung des Tagebuchs der Anne Frank. Das Niederländische Institut für Kriegsdokumentation bestätigte Hübners Einschätzung später im Rahmen einer umfangreichen Studie.
Annemarie Hübner fand ihre letzte Ruhestätte auf dem Hamburger Hauptfriedhof Altona.

## Werke
Annemarie Hübner widmete sich hauptsächlich dem Mittelniederdeutschen Handwörterbuch, für das sie zahlreiche Artikel bearbeitete. Von 1956 bis 1974 war sie verantwortlich für sieben Lieferungen des Wörterbuchs. Fünf der Lieferungen gehören zum von Hübner begonnenen dritten Band, der mit dem Buchstaben „S“ beginnt. Darüber hinaus schrieb Hübner Aufsätze, die sich mit der niederdeutschen Sprachgeschichte befassten. Sie gestaltete Lehrwerke mit, die im Langenscheidt-Verlag erschienen und betätigte sich als Übersetzerin einiger niederländischer Sach- und Jugendbücher. Später befasste sich Hübner mit Neufassungen wichtiger Quellen zur Geschichte der norddeutschen Kirchen in der Frühen Neuzeit.
1963 fand sie die Hauptquelle des Hohen Liedes von Brun von Schönebeck (Festschrift U. Pretzel).

## Ehrungen
Annemarie Hübner war seit 1961 auswärtiges Mitglied der Königlich Schwedischen Akademie der Wissenschaften und seit 1963 der
Königlich Niederländischen Akademie der Wissenschaften. Beide Mitgliedschaften sprechen für hohe Anerkennung von Hübners Leistungen außerhalb Deutschlands.